# Георги Икономов (андарт)
 Тази статия е за гръцкият андарт.  За други значения вижте Георги Икономов.  
Георги Икономов (на гръцки: Γεώργιος Οικονομίδης, Георгиос Икономидис) e гъркомански капитан на гръцка андартска чета в Македония.

## Биография
Георги Икономов е роден в леринското село Сребрено (Сребрени), днес Аспрогия, Гърция. Син е на лидера на гръцкия комитет в селото поп Димитър Икономов (Димитрис Икономидис), убит през ноември 1901 година от дейци на ВМОРО., заради връзките му с Германос Каравангелис. Георги Икономов оглавява прогръцка чета, която действа срещу българските в района на Лерин и Суровичево. Убит е в сражение с българска чета в Горничево.
Братовчед на Георги Икономов е Вангел Георгиев.